# Курилинки
 Курилинки  — деревня в Западнодвинском муниципальном округе Тверской области.

## География
Находится в юго-западной части Тверской области на расстоянии приблизительно 44 км по прямой на юго-запад по прямой от районного центра города Западная Двина.

## История
Деревня уже была отмечена на карте, известной как «трехкилометровка Шуберта» (1846—1863 года). В 1927 году здесь было отмечено 16 дворов. До 2020 года входила в состав ныне упразднённого Ильинского сельского поселения.

## Население
Численность населения не была учтена как в 2002 году, так и в 2010.